# Hàng hóa Giffen

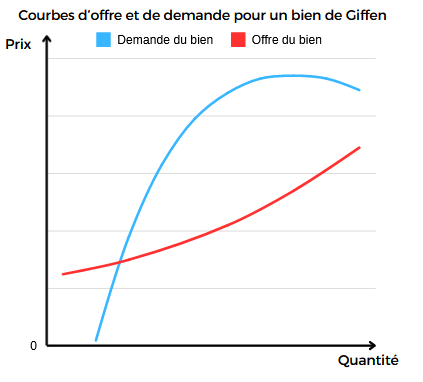
Courbes d'offre et de demande pour un bien de Giffen

Hàng hóa Giffen là những hàng hóa rẻ tiền mà lượng cầu về chúng tăng khi giá của chúng tăng, trái với quy luật nhu cầu. Chú ý là không phải hàng hóa rẻ tiền nào cũng là hàng hóa Giffen. Và không phải hàng hóa nào mà lượng cầu tăng khi giá tăng cũng là hàng hóa Giffen.
Giải thích tại sao một số mặt hàng rẻ tiền lại có lượng cầu tăng khi giá tăng, các nhà kinh tế học dùng khái niệm hiệu ứng thu nhập. Giả sử người tiêu dùng có thu nhập danh nghĩa (chế ước ngân sách) cố định, tiêu dùng 2 mặt hàng là X và Y trong đó X là hàng hóa Giffen và Y là hàng hóa thông thường. Khi giá của X tăng lên, thu nhập danh nghĩa không đổi nhưng thu nhập thực tế (sức mua) của người tiêu dùng giảm đi. Hàng Y trở thành một mặt hàng xa xỉ và họ sẽ giảm tiêu dùng mặt hàng này. Họ sẽ tiêu dùng nhiều hơn hàng hóa X để thay thế. Vì thế mà giá của X tăng thì lượng cấu về X lại tăng.
Robert Giffen trong thế kỷ 19 đã phát hiện ra rằng giá bánh mỳ tăng làm cho sức mua của số tiền mà những người dân nghèo có giảm đi. Những người dân nghèo đành phải giảm tiêu dùng các mặt hàng đắt tiền hơn như thịt. Và vì bánh mỳ vẫn là mặt hàng rẻ tiền nhất, nên họ đã tăng tiêu dùng bánh mỳ.
Nhiều ví dụ về hàng hóa Giffen đã được đưa ra, nhưng cũng luôn có những bác bỏ. Các nghiên cứu thống kê cho đến nay chưa đưa ra được những kết quả thuyết phục để khẳng định có hàng hóa Giffen trong thực tế. Jenssen and Miller đã phát hiện ra khi giá gạo tăng, những nông dân Trung Quốc ở tỉnh Hồ Nam tiêu dùng gạo nhiều hơn và họ cho rằng gạo là hàng hóa Giffen đối với nông dân Trung Quốc. Baruch and Karnai có một nghiên cứu trong đó kết luận không chắc chắn lắm rằng shōchū là một hàng hóa Giffen.